# Медзоюзо
Медзою́зо, Меццоюзо (итал. Mezzojuso) — коммуна в Италии, располагается в регионе Сицилия, подчиняется административному центру Палермо.
Население составляет 3061 человек, плотность населения составляет 62 чел./км². Занимает площадь 49 км². Почтовый индекс — 90030. Телефонный код — 091.
Покровителями коммуны почитаются святой Иосиф Обручник и святитель Николай Мирликийский, празднование 6 декабря.